# Rátót

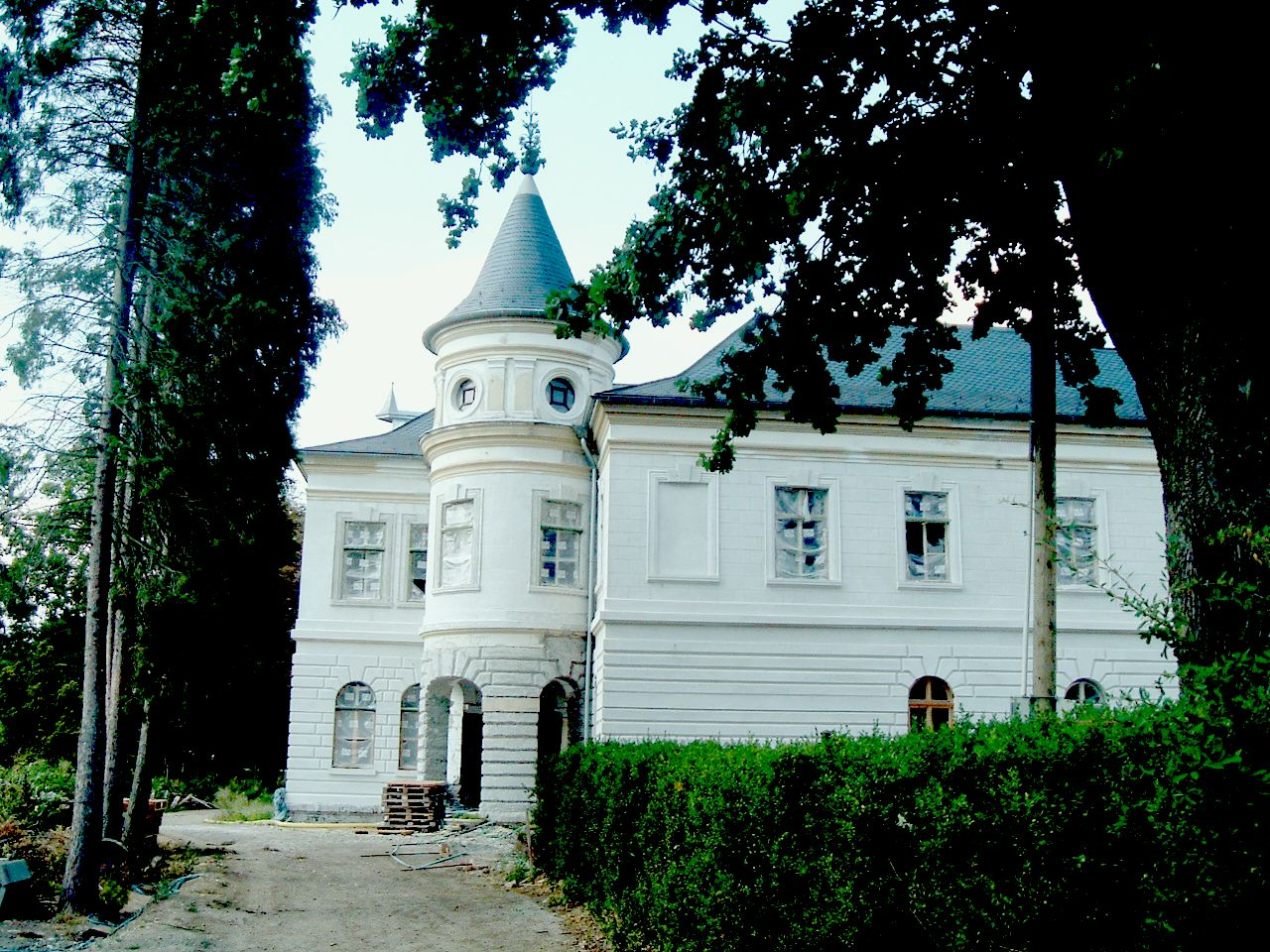
Residenz von Kálmán Széll

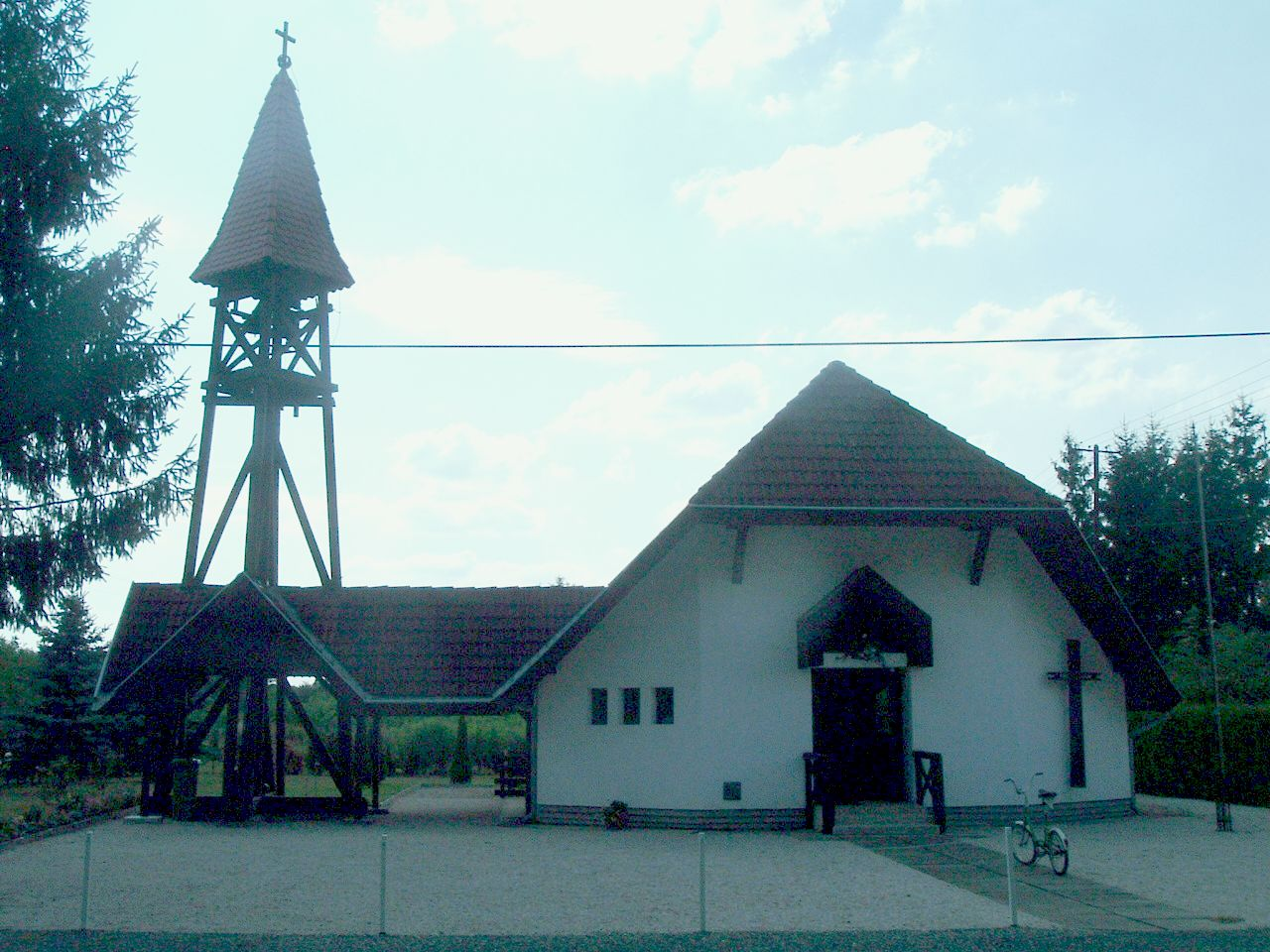
Römisch-katholische Kirche Szent Erzsébet, errichtet 1992

Rátót (deutsch Neustift an der Raab) ist eine ungarische Gemeinde im Kreis Szentgotthárd im Komitat Vas.

## Geografie
Die Gemeinde liegt im Westen des Landes, etwa drei Kilometer entfernt von der österreichischen Grenze.

### Geografische Lage
Der Ort liegt am westlichen Rand der Pannonischen Tiefebene, am linken Ufer der Raab.

## Geschichte
Rátót war ursprünglich ein Hof, der zu Gasztony gehörte und wurde 1428 erstmals als Rathodfolua erwähnt. 1865 kaufte József Széll hier ein Gut. Sein Sohn Kálmán baute das Anwesen zu einem repräsentativen Schloss aus und führte hier eine Musterwirtschaft mit Viehzucht („Simmentaler Schlag“).
Im Jahre 1910 zählte der Ort 358 Einwohner.
Das Schloss überstand den Zweiten Weltkrieg fast unbeschadet. In den folgenden Jahren ging die umfangreiche Bibliothek des Schlosses fast vollständig verloren. Zeitweilig war das Schloss Kulturhaus, dann Schule. 2003 es zu einem Hotel umgebaut und hat seit 2011 vier Sterne.

## Kultur und Sehenswürdigkeiten
- Gedenkpark an die Revolution von 1848 und die Hinrichtung der 13 Märtyrer von Arad
- Széll-kastély (Residenz Szélls)
- Römisch-katholische Kirche Árpád-házi Szent Erzsébet

## Wirtschaft und Infrastruktur

### Verkehr
Rátót liegt an der Bahnlinie Szombathely-Szentgotthárd-(Fehring), die Teil der Ungarischen Westbahn ist. Durch die Gemeinde verläuft die Landstraße Nr. 7461 sowie nördlich des Ortes die Hauptstraße Nr. 8 (Europastraße 66).

## Persönlichkeiten, die vor Ort gewirkt haben
- Kálmán Széll (1843–1915), ungarischer Finanzminister und Ministerpräsident lebte und starb in Rátót